# Gyorskorcsolya a 2014. évi téli olimpiai játékokon
A 2014. évi téli olimpiai játékokon a gyorskorcsolya versenyszámait az Adler Arenában rendezték február 8. és 22. között.
A férfiaknak és a nőknek egyaránt 6–6 versenyszámban osztottak érmeket.

## Naptár
Az időpontok moszkvai idő szerint (UTC+4), zárójelben magyar idő szerint (UTC+1) olvashatóak. Az egyéni versenyek mindegyike döntő.
| Dátum       | Időpont                   | Versenyszám                             |
| ----------- | ------------------------- | --------------------------------------- |
| február 8.  | 15:30–18:00 (12:30–15:00) | férfi 5000 m                            |
| február 9.  | 15:30–18:00 (12:30–15:00) | női 3000 m                              |
| február 10. | 17:00–20:00 (14:00–17:00) | férfi 500 m                             |
| február 11. | 16:45–19:45 (13:45–16:45) | női 500 m                               |
| február 12. | 18:00–20:00 (15:00–17:00) | férfi 1000 m                            |
| február 13. | 18:00–20:00 (15:00–17:00) | női 1000 m                              |
| február 15. | 17:30–20:00 (14:30–17:00) | férfi 1500 m                            |
| február 16. | 18:00–20:00 (15:00–17:00) | női 1500 m                              |
| február 18. | 17:00–20:00 (14:00–17:00) | férfi 10 000 m                          |
| február 19. | 17:30–19:30 (14:30–16:30) | női 5000 m                              |
| február 21. | 17:30–20:00 (14:30–17:00) | férfi és női csapatverseny (előfutamok) |
| február 22. | 17:30–20:00 (14:30–17:00) | férfi és női csapatverseny (döntők)     |

## Éremtáblázat
(A rendező nemzet csapata eltérő háttérszínnel, az egyes számoszlopok legmagasabb értéke, vagy értékei vastagítással kiemelve.)
| A 2014. évi téli olimpiai játékok éremtáblázata gyorskorcsolyában | A 2014. évi téli olimpiai játékok éremtáblázata gyorskorcsolyában | A 2014. évi téli olimpiai játékok éremtáblázata gyorskorcsolyában | A 2014. évi téli olimpiai játékok éremtáblázata gyorskorcsolyában | A 2014. évi téli olimpiai játékok éremtáblázata gyorskorcsolyában | Olimpia  |
| ----------------------------------------------------------------- | ----------------------------------------------------------------- | ----------------------------------------------------------------- | ----------------------------------------------------------------- | ----------------------------------------------------------------- | -------- |
|                                                                   | Ország                                                            | Arany                                                             | Ezüst                                                             | Bronz                                                             | Összesen |
| 1.                                                                | Hollandia (NED)                                                   | 8                                                                 | 7                                                                 | 8                                                                 | 23       |
| 2.                                                                | Lengyelország (POL)                                               | 1                                                                 | 1                                                                 | 1                                                                 | 3        |
| 3.                                                                | Csehország (CZE)                                                  | 1                                                                 | 1                                                                 | 0                                                                 | 2        |
| 3.                                                                | Dél-Korea (KOR)                                                   | 1                                                                 | 1                                                                 | 0                                                                 | 2        |
| 5.                                                                | Kína (CHN)                                                        | 1                                                                 | 0                                                                 | 0                                                                 | 1        |
|                                                                   |                                                                   |                                                                   |                                                                   |                                                                   |          |
| 6.                                                                | Oroszország (RUS)                                                 | 0                                                                 | 1                                                                 | 2                                                                 | 3        |
| 7.                                                                | Kanada (CAN)                                                      | 0                                                                 | 1                                                                 | 1                                                                 | 2        |
|                                                                   |                                                                   |                                                                   |                                                                   |                                                                   |          |
| Összesen                                                          | Összesen                                                          | 12                                                                | 12                                                                | 12                                                                | 36       |

## Érmesek
A rövidítések jelentése a következő:
- OR: olimpiai rekord

### Férfi
| A 2014. évi téli olimpiai játékok érmesei férfi gyorskorcsolyában |                                                                |             |                                                                  |          |                                                                             |          |
| Versenyszám                                                       | Arany                                                          | Arany       | Ezüst                                                            | Ezüst    | Bronz                                                                       | Bronz    |
| 500 m                                                             | Michel Mulder · Hollandia (NED)                                | 69,31       | Jan Smeekens · Hollandia (NED)                                   | 69,32    | Ronald Mulder · Hollandia (NED)                                             | 69,46    |
| 1000 m                                                            | Stefan Groothuis · Hollandia (NED)                             | 1:08,39     | Denny Morrison · Kanada (CAN)                                    | 1:08,43  | Michel Mulder · Hollandia (NED)                                             | 1:08,74  |
| 1500 m                                                            | Zbigniew Bródka · Lengyelország (POL)                          | 1:45,006    | Koen Verweij · Hollandia (NED)                                   | 1:45,009 | Denny Morrison · Kanada (CAN)                                               | 1:45,22  |
| 5000 m                                                            | Sven Kramer · Hollandia (NED)                                  | 6:10,76 OR  | Jan Blokhuijsen · Hollandia (NED)                                | 6:15,71  | Jorrit Bergsma · Hollandia (NED)                                            | 6:16,66  |
| 10 000 m                                                          | Jorrit Bergsma · Hollandia (NED)                               | 12:44,45 OR | Sven Kramer · Hollandia (NED)                                    | 12:49,02 | Bob de Jong · Hollandia (NED)                                               | 13:07,19 |
| Csapatverseny                                                     | Hollandia (NED) · Jan Blokhuijsen · Sven Kramer · Koen Verweij | 3:37,71 OR  | Dél-Korea (KOR) · Joo Hyong-jun · Cheol Min Kim · Lee Seung-hoon | 3:40,85  | Lengyelország (POL) · Zbigniew Bródka · Konrad Niedźwiedzki · Jan Szymański | 3:41,94  |

### Női
| A 2014. évi téli olimpiai játékok érmesei női gyorskorcsolyában |                                                                  |            |                                                                                       |         |                                                                        |         |
| Versenyszám                                                     | Arany                                                            | Arany      | Ezüst                                                                                 | Ezüst   | Bronz                                                                  | Bronz   |
| 500 m                                                           | I Szanghva · Dél-Korea (KOR)                                     | 74,70 OR   | Olga Fatkulina · Oroszország (RUS)                                                    | 75,06   | Margot Boer · Hollandia (NED)                                          | 75,48   |
| 1000 m                                                          | Csang Hung (Zhang Hong) · Kína (CHN)                             | 1:14,02    | Ireen Wüst · Hollandia (NED)                                                          | 1:14,69 | Margot Boer · Hollandia (NED)                                          | 1:14,90 |
| 1500 m                                                          | Jorien ter Mors · Hollandia (NED)                                | 1:53,51 OR | Ireen Wüst · Hollandia (NED)                                                          | 1:54,09 | Lotte van Beek · Hollandia (NED)                                       | 1:54,54 |
| 3000 m                                                          | Ireen Wüst · Hollandia (NED)                                     | 4:00,34    | Martina Sáblíková · Csehország (CZE)                                                  | 4:01,95 | Olga Graf · Oroszország (RUS)                                          | 4:03,47 |
| 5000 m                                                          | Martina Sáblíková · Csehország (CZE)                             | 6:51,54    | Ireen Wüst · Hollandia (NED)                                                          | 6:54,28 | Carien Kleibeuker · Hollandia (NED)                                    | 6:55,66 |
| Csapatverseny                                                   | Hollandia (NED) · Jorien ter Mors · Marrit Leenstra · Ireen Wüst | 2:58,05 OR | Lengyelország (POL) · Katarzyna Bachleda-Curuś · Katarzyna Woźniak · Luiza Złotkowska | 3:05,55 | Oroszország (RUS) · Olga Graf · Jekatyerina Lobiseva · Julija Szkokova | 2:59,73 |